# Пилипенко Іван Євлампійович
Іван Євлампійович Пилипенко (1923, село Любарці Київської губернії, тепер Бориспільського району Київської області — 6 серпня 1996, місто Київ) — український компартійний діяч, 1-й секретар Таращанського райкому КПУ, 2-й секретар Волинського обкому КПУ. Герой Соціалістичної Праці (31.12.1965). Депутат Верховної Ради УРСР 8-го скликання.

## Біографія
Народився в селянській родині в листопаді 1923 року.
З липня 1944 року — в Червоній армії, учасник німецько-радянської війни. Служив командиром 7-ї стрілецької роти 127-го гвардійського стрілецького полку 42-ї гвардійської стрілецької дивізії 51-го стрілецького корпусу 40-ї армії 2-го Українського фронту. 
Член ВКП(б) з 1946 року.
Після демобілізації перебував на партійній роботі в Київській області.
У другій половині 1950-х — на початку 1960-х років — 1-й секретар Богуславського районного комітету КПУ Київської області.
У квітні — грудні 1962 року — партійний організатор Київського обласного комітету КПУ по Таращанському територіальному виробничо-колгоспному управлінню. У грудні 1962 — січні 1965 року — секретар партійного комітету КПУ Таращанського виробничого управління.
У січні 1965 — травні 1970 року — 1-й секретар Таращанського районного комітету КПУ Київської області.
29 травня 1970 — 27 листопада 1974 року — 2-й секретар Волинського обласного комітету КПУ.
У листопаді 1974 року «перейшов на іншу роботу та вибув за межі Волинської області».
Потім — на пенсії.

## Звання
- гвардії лейтенант

## Нагороди
- Герой Соціалістичної Праці (31.12.1965)
- орден Леніна (31.12.1965)
- три ордени Трудового Червоного Прапора (26.02.1958, 8.04.1971, 8.12.1973)
- орден Вітчизняної війни ІІ ст. (10.10.1944)
- орден Вітчизняної війни І ст. (11.03.1985)
- медалі
- Почесна грамота Президії Верховної Ради Української РСР (13.11.1973)